# Philo Farnsworth
Philo Taylor Farnsworth (19 août 1906 près de Beaver dans l'Utah - 11 mars 1971 à Salt Lake City) est un inventeur américain ayant contribué à l'invention du tube de prises de vue vidéo pour la télévision.
On attribue généralement à Vladimir Zworykin la paternité de l'invention. En Russie, Zworkin a mis au point le tube cathodique mais Farnsworth est le premier à procéder à la démonstration d'une chaîne de télévision complète (émission-réception). L'inventeur américain fait partie des pionniers de l'Histoire des techniques de télévision.

## Biographie
Sa famille était membre de l'Église de Jésus-Christ des saints des derniers jours. La famille s'est déplacée vers Rigby (Idaho), où il a travaillé en tant que métayer. Le jeune Philo a développé très tôt un intérêt pour l'électronique après sa première conversation téléphonique et de la découverte d'une série de magazines scientifiques dans le grenier de la nouvelle maison de la famille. En 1920 il remporte un prix décerné par le magazine « Science and Invention » pour avoir inventé un démarreur automobile sécurisé. Il fait un dessin en classe de chimie qui lui sert plus tard pour démontrer l'antériorité de ses découvertes et obtenir la paternité d'une licence face à RCA.
Après un bref emploi dans la marine, Farnsworth est retourné en Idaho pour aider sa mère. Après son mariage avec Elma “Pem” Gardner, il part à San Francisco. Un philanthrope local lui finance ses premières expériences.
En 1926, Farnsworth a formé une association avec George Everson à Salt Lake City pour développer ses idées de la télévision. Il s'installe à Los Angeles pour effectuer ses recherches.
En 1927, l'image dissector a transmis sa première image, une ligne droite simple. Dès 1928, Farnsworth avait développé suffisamment le système pour faire une démonstration publique. Dès 1929, le système a été encore amélioré ; le système de télévision n'a maintenant plus aucune pièce mobile mécanique. La première image (sa femme Elma) apparait sur le système inventé par Farnsworth le 19 septembre 1929.
En 1930, Vladimir Zworykin, qui avait mis au point le tube à balayage, a visité son laboratoire et a été impressionné par l'invention et en a profité pour espionner les recherches de Farnsworth ; le projet de RCA utilisait toujours un module de balayage mécanique. Dès son retour chez RCA, il a travaillé à mettre au point le dispositif. En 1931, David Sarnoff de la RCA propose de racheter les brevets de Farnsworth, mais celui-ci a refusé. Il fait un procès à RCA pour plagiat, mais l'énorme puissance de RCA et la qualité des avocats font que le procès dure des années. En juin de cette année, Farnsworth s'est associé à la compagnie Philco et a déplacé son laboratoire à Philadelphie.
Le jeune fils de Farnsworth, Kenny, meurt en mars 1932. Philco refuse à Farnsworth un congé pour qu'il aille enterrer son fils. Cet épisode hypothèque le mariage de Farnsworth et a pu marquer le commencement de sa dépression. En 1934, Philco cesse sa collaboration avec lui.
Dès 1936, il transmet des programmes réguliers de divertissement ; la même année il va en Angleterre et forme une alliance avec John Logie Baird. Baird et Farnsworth ont concurrencé la télévision mécanique pour créer le standard britannique de télévision électronique. Dès 1939, le procès se termine et Farnsworth cède ses brevets à RCA contre une somme raisonnable.
A l'exposition universelle de New-York, c'est RCA qui est mis en avant comme le créateur de la télévision. 
Farnsworth commence alors la production de téléviseurs, mais la production s'arrête avec l'entrée en guerre des États-Unis ; Farnsworth met son industrie au service de la production des radars. Ses brevets tombent dans le domaine public en 1947, il n'a pas le temps de faire fortune.
Farnsworth a alors connu une période d'abus, de dépression et d'alcoolisme. Dès 1949, il avait cessé de travailler sur ses projets liés à la télévision.

## Inventions

### Tube de télévision (Image dissector)
Farnsworth a développé le premier tube à vide pour la prise de vue de télévision, une idée qu'il a conçue à l'âge de 14 ans et qu'il a développée à l'âge de 21 ans. C'était le premier pas vers la télévision électronique qui allait supplanter la télévision mécanique. Cette invention a été employée dans tous les téléviseurs et d'autres genres d'affichages jusqu'à la fin du XXe siècle quand s'est développée la technique des capteurs CCD.

### Premier réacteur à fusion nucléaire
Le Farnsworth-Hirsch Fusor, ou simplement le fusor, était la première expérience de fusion nucléaire vers la fin des années 1960.

## Dans la fiction
- Il est presque certain que le professeur Farnsworth de la série télévisée Futurama ait été nommé ainsi en son honneur. Il est dit, dans la saison 6 épisode 20, que celui-ci est un de ces ancêtres.
- Dans la série télévisée Warehouse 13, les inventions de Philo Farnsworth ont quasiment toutes été entreposées dans l'entrepôt 13 et sont à l'origine de nombreuses intrigues. Le visiophone des agents de l'entrepôt qu'il a conçu porte d'ailleurs son nom.
- De même, il est probable que l'analyste de la série Fringe, Astrid Farnsworth, ait été nommée ainsi en l'honneur de son homonyme réel. En effet, les autres personnages principaux de la série ont le nom d'un scientifique ayant existé.
- Philo Farnsworth (et surtout son invention) est un des personnages clés de l'intrigue du roman Carter contre le diable (« Carter beats the devil ») de Glen David Gold.

## Médias
Un film de  David Dugan de 1997, sous le titre français : Petit écran, grande invention ! relate la vie de l'inventeur.